# Привратник (роман)
«Привратник» — роман Марины и Сергея Дяченко в стиле фэнтези; первый их соавторский роман и первая книга из цикла «Скитальцы». Традиционная классическая фэнтези (что в целом характерно для раннего периода творчества Дяченко). По собственному более позднему признанию авторов, традиционная фэнтези была для них лишь приёмом, позволяющим «более живо, а иногда и более парадоксально исследовать… жизнь и душу человека, ставить его в пограничные ситуации» нравственного выбора.
Продолжениями «Привратника» стали романы «Шрам» (1997), «Преемник» (1997) и «Авантюрист» (2000).

## Краткий пересказ сюжета
Слуга великого мага Ларта Легиара, шестнадцатилетний парнишка по имени Дамир очень удивился, обнаружив, что вешалка, три года простоявшая в прихожей его хозяина, не вешалка вовсе, а заколдованный человек.
Обаятельный наглец, маг милостью небесной и любимец судьбы Руал Ильмарранен по прозвищу Марран поплатился за собственную ошибку — и на три года был превращён в предмет обихода. Теперь Марран освобождён, он снова стал собой, но, оказывается, только отчасти, ведь маг, долго пробывший в обличье вещи, навсегда теряет магический дар… Смириться? Отмстить? А тут как раз на мир наползает зловещая тень некой Третьей силы, и добра от неё ждать не приходится…

## Герои
- Марран (Руал Ильмарранен) — главный герой, маг, потерявший свои способности; «маг, который не маг»
- Ларт Легиар — великий маг
- Дамир — слуга Ларта Легиара, некоторое время изображавший самого мага
- Бальтазарр Эст — коллега и постоянный соперник Ларта Легиара, с которым его связывают сложные отношения
- 'Луаян — ученик мага Орлана, также упоминается в книгах «Шрам» и «Преемник»
- Ящерица (Кастелла) — подруга детства Маррана, его первая любовь
- Орвин — прорицатель

## Художественные особенности
«Привратник» созвучен творчеству Толкина и Ле Гуин — например, в «Привратнике», как и во «Властелине колец» (в отличие от большинства фэнтезийных романов других авторов), нравственный выбор героя совпадает по времени с кульминацией сюжета, и от этого выбора зависит судьба мироздания. О творчестве Ле Гуин заставляет вспомнить пристальное внимание к психологии главного героя, мучительно пытающегося в странствиях обрести себя. Однако, несмотря на традиционный фэнтезийный антураж и кажущуюся вторичность, важнее оказывается не заимствование приёмов и сюжетных поворотов, а органичное восприятие основных творческих принципов, а также — в какой-то мере — этики и философии предшественников.
Роман «Привратник» — отнюдь не эпос, ему присуща некоторая «театральность», проявляющаяся в том, что отсутствует необходимость в большой массовке и богатых декорациях, а также в «спецэффектах». Каждый эпизод — по сути отдельная сцена с собственной завязкой, кульминацией и финалом; но ни одна сцена, по сути, не завершена — и эта незавершённость подчёркивается также финалом всего романа.
С формальной точки зрения странствия Руала — нередко встречавшееся и до Дяченко сочетание фэнтези и плутовского романа, «романа большой дороги». Человек, не являющийся магом, но выдающий себя за него, — персонаж, распространённый в фантастике. Однако авторы нарушают традиционные сюжетные штампы: «хитрости» и «удачи» Руала — чаще всего не средство обогащения или поднятия престижа. Действия главного героя, вынужденного выдавать себя за того, кем не является (но был им прежде, значит, внутренне им остаётся), — это выбор, предопределённый изначально, самой сущностью Руала, однако исход этих действий каждый раз неизвестен; чередование побед и поражений, крупного и мелочного приводит к непредсказуемости сюжетных поворотов романа. И в момент, когда главный герой кладет голову на плаху, решив скорее умереть, чем признать, что он уже не является магом, — условности жанра и его живое наполнение сходятся воедино.
Читатель заранее подозревает, что Руал останется в живых. Поэтому суть эпизода не в том, что происходит с главным героем, а в том, что с ним происходит. И это принцип, который получит развитие в дальнейшем творчестве Дяченко — например, в практически лишённой внешнего действия «Долине Совести». В «Привратнике», впрочем, — как и в большинстве других ранних романов Дяченко — важен и человек, и мир, причём мир лоскутный, состоящий преимущественно из мелочей.
Кроме сюжетной линии бывшего мага Руала, в романе также присутствует сюжетная линия великого мага Ларта Легиара и его бестолкового слуги Дамира. Две этих параллельных линии сходятся в финале — особенность, перешедшая из «Привратника» в последующие романы Дяченко. Чередование эпизодов различных сюжетных линий создаёт в «Привратнике» определённый ритм, выдержанный на протяжении почти всего текста, и этот ритм необходим, поскольку, даже несмотря на непредсказуемость злоключений Руала, следуй эти эпизоды друг за другом непрерывной чередой, они могли бы прискучить читателю. Монолог неудачника Дамира — это, по сути, «comic relief», юмористическая разрядка (термин, принятый в западной театральной и кинопрактике): не случайно, что большая часть колоритных деталей приходится именно на эти главы. Дамир присутствует в романе как сниженная параллель Руалу. Он — также маг и одновременно не маг, и он, подобно Руалу, беспорядочно скитается по миру. Однако, в отличие от Руала, он несамостоятелен: его судьбу за него решает его хозяин.
В «Привратнике», как и в ряде последующих текстов Дяченко, нет однозначного хеппи-энда. Характерна потенциальная открытость продолжениям, благодаря чему и возник четырёхтомный цикл «Скитальцы». Во время кульминации, когда Руал должен решить, впустит ли он в мир Третью силу, действие переносится из мира внешнего во внутренний мир; с этим связана подчеркнутая театральность последней части. Мир становится декорациями, из которых нужно выйти, причём не только герою, но и авторам.
Роман заканчивается совсем не магическими, но человеческими деталями, удерживающими Руала от уничтожения мира, и внимание к мелочам в целом характерно для «Привратника». Авторы ищут свой стиль, и этот стиль будет совмещать внимание к мелочам, чередование общих, средних и крупных планов. Описания, сравнения, эпитеты в «Привратнике» — вполне традиционные, хотя и зримые: кухарка «задорно поглядывает», студенты сидят тихо, «как мыши»; «глазки» крестьянина — «маленькие», и эти «маленькие глазки» «буравили жертву насквозь». Это ещё не вполне индивидуальный авторский стиль, но и не усреднённый; он присущ не столько Дяченко как писателям, сколько жанру.

## Отзывы
Р. Арбитман:

В море разливанном штампованных новых русских фэнтези (калек со старых англо-американских fantasy) произведение Марины и Сергея, не будучи свободным от недостатков, привлекало редкостной в наше время сюжетной и интонационной самобытностью. На хоженом-перехоженом жанровом шляхе киевские писатели нашли свою тропинку — и с нее уже не сворачивали, двигаясь собственным путем без оглядки на авторитеты.
А. Свиридов:

Сюжетные конструкции вроде бы как банальны — добрый маг, злой маг, ученик мага, таинственная опасность для мира, странник, бредущий по дороге... Но здесь как раз тот случай, когда знакомые детали (жанр-с!) не вызывают раздражения.
Н. Перумов:

Романом это произведение можно назвать едва ли — скорее длинная повесть. Классическая, выдержанная в лучших традициях «fantasy». Сделана небезуспешная попытка отойти от традиций «quest'a», когда седобородый маг в самом начале объясняет накачанным героям, что нужно делать, после чего книгу можно читать лишь для того, чтобы посмотреть, удалось ли автору придумать новый способ «низведения» и «курощения» главного негодяя. В «Привратнике» все не так.
Д. Громов, О. Ладыженский:

Написана она [книга] в редком для нас жанре «серьёзной Fantasy», где приключения героев (достаточно интересные и сами по себе) отнюдь не являются самоцелью, а лишь средством передать внутренние переживания, проследить развитие характеров и подвести читателя к некой философско-сакральной сущности романа, которая, несомненно, присутствует в «Привратнике». Книга эта умная и интересная, с оригинальными стилистически-языковыми ходами и неожиданными поворотами сюжета, зримыми образами героев…

## Награды
- «Еврокон-96»: Лучший европейский дебют[6].
- Премия «Хрустальный стол» клуба любителей фантастики «Зоряний шлях»[2].

## Издания
- Киев: РПО «Полиграфкнига», 1994 — (серия «Fantasy Collection»).
- М.: АСТ; СПб.: Terra fantastica, 1997 — (серия «Заклятые миры»).
- СПб.: Северо-Запад Пресс; М.: АСТ, 2000 (фактически — 2001; серия «Перекрёсток миров»).
- М.: Эксмо-пресс, 2002 — (серия «Нить времён»), в сборнике «Шрам».
- М.: Эксмо, 2003 — (серия «Шедевры отечественной фантастики»), в сборнике «Скитальцы».
- М.: Эксмо, 2005 — (серия «Триумвират»), в сборнике «Шрам».
- М.: Эксмо, 2008 — (серии «Стрела Времени. Миры М. и С. Дяченко», «Стрела Времени»).
- М.: Эксмо, 2009 — (серия «Миры М. и С. Дяченко»), в сборнике «Скитальцы», том 1.
- М.: Эксмо, 2010 — (серия «Гиганты фантастики / Гиганты фэнтези»), в сборнике «Скитальцы».
- М.: Эксмо, 2019 — (серия «Фантастические миры Марины и Сергея Дяченко»).